# 茂呂田薰
茂呂田薰（日语：／ Morota Kaoru，1971年9月26日—），日本女性配音員。東京俳優生活協同組合所屬。出身於大阪府。舊藝名。身高162cm。AB型血。

## 經歷
1991年，勝田聲優學院第9期畢業。1994年，俳協Voice Actors Studio第4期畢業。之後離開俳協，轉投Mausu Promotion，但之後又回到了俳協。

## 人物
聲種：次女高音。方言：大阪方言。

## 演出
粗體字表示主要角色。

### 電視動畫
1995年
- 去吧!! 稻中桌球社（明子、高井戶綠、民子、土井、瑪麗蓮子、薰、菅原 等）
- 超時空要塞7（小孩、操作員B）

1996年
- 怪盜Saint Tail（女高中生、修道女、女學生、少年B、女孩子）
- 逮捕令（林綾音）

1997年
- 名偵探柯南（1997年—2023年，中山和美、加藤知美、設樂蓮希、公島葵、 等）

1998年
- 星際牛仔（小孩2、比波普號）

1999年
- ∀鋼彈（1999年—2000年，月亮女性A、少女C）

2000年
- 犬夜叉（女妖怪）
- 幻想魔傳 最遊記（2000年—2001年，白龍〈吉普〉、李厘、女妖怪、天上人、俊瑛的母親 等）
- 風雲爆彈娘（殺手女僕）

2001年
- 蠟筆小新（2001年—2022年，鬼瓦完奈、深谷真知子、翔子姐姐 等）
- 漫畫派對（2001年—2005年，豬名川由宇）2系列[系列 1]
- SAMURAI GIRL 武俠派女高中生（久遠七瀨）
- 週刊故事樂園（日语：週刊ストーリーランド）（岡麗子、主婦）
- 哈雷小子[5]（維達）
- 七虹香電擊作戰（女僕A）
- 蠟筆小新（司儀、TV、女性教練）

2002年
- 朝霧的巫女（力石征子[6]）
- 我們這一家（2002年—2009年，主持人、學生3、店員、倍賞美津子、電視聲音 等）
- 銀河天使（小孩A、女人、主播、女神）2系列[系列 2]
- 東京地底奇兵（崔西·洛雷克[7]）
- 忍者亂太郎（2002年—2025年，北石照代、聲音、配膳人員、小孩）
- 鈴鐺貓娘Panyo Panyo（少年）
- 翼神世音（母親）

2003年
- 百變之星（婦人）
- 偵探學園Q（2003年—2004年，Ms.薰、司馬朝繪）
- 哈姆太郎（浪花都）
- 青檸色之戰奇譚（拉夏）

2004年
- SD鋼彈FORCE（操作員）
- 一艘小型潛水艇愛上鯨魚的故事（日语：小さい潜水艦に恋をしたでかすぎるクジラの話）（鯨魚A子）
- 爆裂天使（千枝）
- 火之鳥（女）

2005年
- 哆啦A夢 (水田山葵版)（2005年—2010年，火星人的媽媽、小佑的媽媽、人偶）
- 魔法少女加奈（神戶柴）

2006年
- 機神咆吼DEMONBANE（日语：斬魔大聖デモンベイン）（千秋[8]）
- BLEACH（淺野瑞穗）

2007年
- 人偶動畫 莉卡娃娃（日语：リカちゃん#アニメ）（美紀）
- 戀愛情結（小學生）
- 流星洛克人（蛇使女王[9]）

2008年
- Keroro軍曹（Kikaka）
- 戀姬†無雙（2008年—2010年，張遼）2系列[系列 3]

2009年
- 閃亮雙胞胎（2009年—2010年，老師、啦啦隊隊長）
- FRESH光之美少女！（家燕的雛鳥、千香的母親）

2010年
- Heartcatch 光之美少女！（遙的母親）

2012年
- 足球騎士（女性記者）
- 咲-Saki- （2012年—2014年，熊倉敏、埴淵久美子）2系列[系列 4]
- 美食獵人TORIKO（冰柱媽媽）

2013年
- 幻想玩偶（記者）
- 物語系列 第二季（八九寺真宵的母親）

2016年
- 金田一少年之事件簿R (第2期)（神小路陸的母親）

2018年
- 愛在雨過天晴時（橘晶的母親）

### 電影動畫
- 逮捕令 the MOVIE（1999年，林綾音）
- 劇場版 幻想魔傳 最遊記 Requiem：獻給落選者的安魂曲（2001年，李厘）
- 劇場版 ∀鋼彈II：月光蝶（2002年）
- 劇場版 3D我們這一家：超能力花媽！（2010年，辣妹）
- 名偵探柯南：第11位前鋒（2012年，廣播）
- 蠟筆小新：大對決！機器人爸爸的反擊（2014年，遛狗的主婦）

### OVA
- 我們的不歸路（日语：ぼくはこのまま帰らない）（1994年，女性）
- 草太的誓言 抵制歧視的力量（1996年，女性顧客）
- 秀逗魔導士SPECIAL（1997年，小孩）
- 天生兔女郎（日语：うさぎちゃんでCue!!）（2001年，美美加、稻葉美守）
- 目高的學校（日语：めだかの学校 (漫画)）（2001年，江野目高）
- 哈雷小子DELUXE（2002年—2004年，維達）2作品
- 真愛故事 Summer Days, and yet…（日语：トゥルー・ラブストーリー#True Love Story Summer Days, and yet...）（2003年，森崎露莉）
- 青檸色之戰奇譚 浪漫南國夢（2004年，拉夏）
- 戀姬†無雙 OVA系列（2009年—2011年，張遼）3作品

### 遊戲
1994年
- 新宿Labyrinth（沙彌子）[注 2]

1997年
- 全國制服美少女大獎賽 Find Love（日语：全国制服美少女グランプリ）
- 初戀情人節（松平葉子）

1998年
- 初戀情人節 SPECIAL（松平葉子）
- 夢幻奇緣（艾露蒂亞〈諾倩〉）

1999年
- 飛鳥120%（日语：あすか120%）（古館伊知子）
  - 飛鳥120% FINAL BURNING Fest.
  - 飛鳥120% RETURN BURNING Fest.
- 全民高爾夫2

2000年
- 明天戀愛了 ～Prime Beat Planet～（日语：あすは恋して〜 Prime Beat Planet 〜）（近藤美惠）
- 高2→將軍（日语：高2→将軍）（春日愛）
- Hyper Value 2800 麻雀（桂紀子）
- 龍機傳承3 ～黃昏被引導的人們～（米迦勒、水之精靈）

2001年
- 暴走公主（日语：暴れん坊プリンセス）（群眾）
- 超時空之旅NEOS（日语：エクソダスギルティー）（阿格里奇）
- 鬼妮 完整日語版（女）
- 漫畫派對（豬名川由宇）
- Missing Blue（日语：Missing Blue）（折坂命）

2002年
- 怪盗小杏（赤井諒子、藤卷菖蒲）
- 愛神餐館（日语：ビストロ・きゅーぴっと）（梅莉莎·蕾夢峇姆）

2003年
- 真愛故事 -Summer Days, and yet…（日语：トゥルー・ラブストーリー#True Love Story -Summer Days, and yet...）（森崎瑠莉）
- 波紋鷄蛋（達納方解石）

2004年
- 機神咆吼DEMONBANE（日语：斬魔大聖デモンベイン）（千秋）

2005年
- 怪盗小杏 完整版（赤井諒子、藤卷菖蒲）
- 漫畫派對 攜帶版（豬名川由宇）

2006年
- 機神飛翔DEMONBANE（日语：機神飛翔デモンベイン）（千秋）

2008年
- 戀姬†無雙 ～心跳☆滿是少女的三國演義～（張遼、公孫瓚）

2010年
- 真·戀姬†夢想 ～少女繚亂☆三國演義～（張遼、公孫瓚）

2011年
- AQUAPAZZA（豬名川由宇）

2014年
- 音速小子SEGA全明星賽車：變形（日语：ソニック&オールスターレーシング トランスフォームド）

2022年
- 黑白莫比烏斯歲月的代價（良源）

### 廣播劇CD
- 同級生2 回憶迷你劇院（1995年，加藤實里）
- 初戀情人節（1997年，松平葉子）
- 飛鳥120% FINAL BURNING Fest. FINAL（1999年，古館伊知子）
- 放學後戀愛劇樂部 -戀愛的即興劇-（日语：放課後恋愛クラブ -恋のエチュード-）（1999年，稻葉步）
- 白色十字架 Wish A Dream Collection IV FIRST MISSION（2001年，神野沙映子）
- 西洋骨董洋菓子店（2002年，由里奈）
- 怪盗小杏 廣播劇&原聲帶（赤井諒子）
- 機神咆吼DEMONBANE 廣播劇CD（日语：斬魔大聖デモンベイン）（千秋）
- 哈雷小子 廣播劇CD illusion（維達）
- 長恨歌 ～蛇性之淫～（阿絹）
- 遙遠時空 遙遠音盤草紙 白虹之卷（女房）
- 奇幻漫畫CD精選 最遊記（白龍、李厘）
- 摩斯拉'61（女記者）

### 外語配音

#### 電影
- 我的寶貝會亂說話（英语：Ants in the Pants (film)）（帕特里茲亞）
- 變腦（電梯女性〈奧塔薇亞·史班森〉）
- 分手（英语：Break Up (1998 film)）（醫院女廣播1）
- 戀戀模範生（格雷漢姆·伊頓〈可莉·杜瓦〉）
- 都市郊區的罪與罰（英语：Crime and Punishment in Suburbia）（賽西爾）
- Devon Stripped（安妮特〈戴文〉）
- 所有人都愛陽光（英语：Everybody Loves Sunshine）（納爾遜）
- 單挑（英语：He Got Game）（拉拉·波尼拉〈羅莎瑞·道森〉）
- 凶煞魚怪（英语：Humanoids from the Deep (1996 film)）（基姆·帕克）
- 凶線第六感（英语：In the Cut）
- 復仇戰將（卡洛兒）※VHS版。
- 黑色終結令（謝隆達）
- 網路殺手（英语：Killer Net）（崔西〈莎拉·史蒂芬斯〉）
- 最後一站
- 愛你九週半2（克萊爾）
- 黃飛鴻之西域雄獅（十三姨〈關之琳〉）
- 神蹟也瘋狂（英语：Picking Up the Pieces (film)）（卡麗塔）
- 頭號嫌疑犯（梅麗莎）
- 純粹很棒（英语：Purely Belter）（潔瑪）
- 衝鋒陷陣（英语：Remember the Titans）（艾瑪·霍伊特〈凱特·柏絲沃〉）
- 深海巨鯊（英语：Shark Attack (film)）（女性員工）
- Shepherd（瑪格德琳）
- 億萬未婚夫 ※朝日電視台版。
- 少女日記（伊莉莎白）
- 金色情挑（瑪姬·韋薇〈凱特·貝琴薩〉）
- 重返榮耀（瓊斯太太〈安德莉亞·包威爾〉）
- 失落的世界（英语：The Lost World (1998 film)）（吉娜）
- 絕世魔僕（英语：The Minion）（口譯）
- 終極指令（英语：The Peacekeeper） ※朝日電視台版。
- 甜姐不辣（英语：The Sweetest Thing (film)）（茱蒂·韋伯〈帕克·波西〉）
- 小偷（英语：The Thief (1997 film)）
- 日落前決定愛不愛你（英语：Western (film)）（巴提斯特的妻子）

### 電視劇
- 超級奶爸（日语：人にやさしく）（2002年）
- Stand UP!!（2003年）
- 超異象之謎 黑暗幻想（2004年）—的聲音
- 日本的辛德勒 杉原千畝的故事：來自日本的救命簽證（日语：日本のシンドラー杉原千畝物語 六千人の命のビザ）（2005年）—配音演員
- HERO 特別篇（2006年）—電視購物節目旁白

### 歌曲
- OVA《天生兔女郎（日语：うさぎちゃんでCue!!）》片尾主題曲

### 其它
- 聲♥遊俱樂部（日语：声・遊倶楽部）（「Rururu」的成員之一）
- Smile 光之美少女！ 音樂劇秀（母妖怪）

## 腳註

## 外部連結
- 茂呂田薰｜東京俳優生活協同組合 （日語）
- 茂呂田薰的X（前Twitter） （日語）